# Вики Баум
Хедвига „Вики“ Баум (на немски: Hedwig (Vicki) Baum) е австрийска писателка, емигрирала в САЩ през 1933 г. Тя е известна с романа „Menschen im Hotel“ („Хората в хотела“, 1929 г.), един от първите ѝ международни успехи. Авторка е на над 50 книги, поне десет от които са адаптирани като филми в Холивуд. 
Смятана е за една от първите съвременни авторки на бестселъри, а книгите ѝ се разглеждат като пример за Новата обективност в съвременната масова литература. Нейните героини често са силни, независими жени, попаднали в бурни времена. 

## Биография
Баум е родена във Виена на 15 януари 1888 г. в еврейско семейство. Майка ѝ страда от психично заболяване и умира от рак, когато Баум е още дете. Баща ѝ, описван като тираничен и хипохондрик, е банков чиновник, убит през 1942 г. в Нови Сад от войници по време на унгарската окупация. 
Артистичната си кариера Баум започва като изпълнителка на арфа, учи във Виенската консерватория и свири в Виенското концертно дружество. В периода 1916–1923 г. изнася концерти в Германия – в Кил, Хановер и Манхайм. По-късно работи като журналистка за сп. „Берлинер Илюстрийрте Цайтунг“. През Първата световна война работи за кратко като медицинска сестра.
Омъжва се 2 пъти – през 1906 и през 1916 г. Първият й брак е с Макс Прелс, австрийски журналист, който я запознава с виенската културна сцена; някои от първите ѝ разкази са публикувани под неговото име. Двамата се развеждат през 1910 г. Вторият й брак е с  диригента Рихард Лерт, неин приятел от детството, от когото има двама сина – Волфганг (роден през 1917 г.) и Петер (роден през 1921 г.).
Започва да се занимава с бокс в края на 20-те години. Тренира с турския боксьор Сабри Махир в неговото студио в Берлин. Въпреки че студиото е отворено за мъже и жени, само няколко жени (включително Марлене Дитрих и Карола Нехер) се обучават там. Позиционирайки се като „Нова жена“, тя утвърждава своята независимост в традиционно мъжката област на бокса. Докато тренира с Махир, Баум усвоява рутина за скачане на въже, предназначена за немския шампион в тежка категория Франц Динер. По-късно тя отдава заслугата за силната си работна етика на уменията, придобити в студиото на Махир.  

Започва да пише в тийнейджърските си години, но се насочва към професионалното писане след раждането на първия си син. Първата й книга, Frühe Schatten: Die Geschichte einer Kindheit („Ранни сенки: Историята на едно детство“), излиза през 1919 г.,  когато е на 31 години. След това тя публикува нов роман почти всяка година, като общо в кариерата си е авторка на над 50 книги, поне десет от които са адаптирани като филми в Холивуд . Деветият ѝ роман, Stud. chem. Helene Willfüer („Хелене Вилфюр, студентка по химия“) е първият ѝ голям търговски успех, с продажби от над 100 000 копия.    
Баум е най-известна с романа си от 1929 г. „Menschen im Hotel“ („Хората в хотела“), който въвежда жанра „хотелски роман“.  През 1929 г. книгата е екранизирана в Берлин като театрална постановка, режисирана от Макс Райнхард, а през 1932 г. – като филма „Гранд хотел“, носител на награда „Оскар“. Този роман се разглежда като продължение на „Хората в хотела“, защото и в него действието се развива само в един хотел, макар обстановката да е съвсем различна.   
Баум емигрира в САЩ със семейството си, след като е поканена да напише сценария за този филм. Тя се установява в района на Лос Анджелис и работи като сценаристка в продължение на десет години, с умерен успех. С възхода на националсоциализма в Германия нейните литературни произведения са очернени като сензационни и аморални и забранени в Третия райх от 1935 г.  Тя става американска гражданка през 1938 г. и нейните произведения след Втората световна война са написани на английски език.  
Посещава Мексико, Китай, Египет и Бали през 1935 г. и се сприятелява с художника Уолтър Спайс. С исторически и културен принос от Спайс тя написва книгата „Любов и смърт на Бали“ (Liebe und Tod auf Bali), публикувана през 1937 г. В нея се разказва за семейство, пострадало от клането в Бали през 1906 г., когато последното независимо кралство на Бали пада под властта на холандците.   
Известността на Баум спада след Втората световна война. Тя умира от левкемия в Холивуд, Калифорния през 1960 г., на 72-годишна възраст. Нейните мемоари „Всичко бе съвсем различно“ (It Was All Quite Different) са публикувани посмъртно през 1964 г.   

## Избрана библиография

### Романи
- Frühe Schatten. Das Ende einer Kindheit (1914)
- Der Eingang zur Bühne (1920)
- Die Tänze der Ina Raffay (1921)
Танците на Ина Рафай, изд. „Д. Маджаров“, София (1935); изд. „Култура“, София (1948), прев. Анастас Самоковлиев
- Die Welt ohne Sünde (1923)
Градът без тайни, изд. „вестник за жената“, София (1935); изд. „Култура“, София (1947), прев. Д. Подвързачов
- Ulle der Zwerg (1924)
Улле, София (1938), прев. П. Балабанова
- Hell in Frauensee (1927)
Първа любов, изд. „Книго-Лотос“, София (1939), изд. „Култура“, София (1947), прев. Димитър Симидов
- Feme (1927)
Смъртна присъда, изд. „Мозайка от знаменити съвр. романи“, София (1934), прев. Анастасия Ганчева-Зографова
- Stud. chem. Helene Willfüer (1929)
Студентката по химия Елена Вилфюр, изд. „Мозайка от знаменити съвр. романи“, София (1934), прев. Анна Деянова
Студентката по химия Елена Вилфюр, София (1943); изд. „Бардо & К“, София (1991), прев. Ана Карима
- Menschen im Hotel. Ein Kolportageroman mit Hintergründen (1929)
Хората в хотела, изд. „Братя Миладинови“, София (1934); изд. „Култура“, София (1946), прев. Д. Подвързачов
- Zwischenfall in Lohwinkel (1930)
Събитие в Ловинкел, изд. „Мозайка от знаменити съвр. романи“, София (1937), прев. Анастасия Ганчева-Зографова
- Leben ohne Geheimnis (1932)
Животът продължава, към сп. „Модерна домакиня“, София (1936), прев. Юлий Генов
- Das große Einmaleins / Rendezvous in Paris (1935)
Това, което мъжете не знаят, изд. „Маджаров“, София (1936), прев. Любен Велчев
Това, което мъжете не знаят, изд. „Култура“, София (1946, 1948), прев. Ясен Ясенов
Това, което мъжете не знаят, изд. „Век 22“, София (1992), прев. Илиана Иванова
- Die Karriere der Doris Hart (1936)
Кариерата на Дорис Харт, изд. „Маджаров“, София (1936); изд. „Прометей“, София (1947); изд. „М.-Л.“, София (1992), прев. Д. Подвързачов
- Liebe und Tod auf Bali (1937)
Любов и смърт на остров Бали, изд. „М. Г. Смрикаров“, София (1939), прев. Анастас Самоковлиев
- Der große Ausverkauf (1937)
Голямата разпродажба, изд. „Мозайка от знаменити съвременни романи“, София (1938), прев. Асен Разцветников
- Hotel Shanghai (1939)
Хотел Шанхай, изд. „М. Г. Смрикаров“, София (1941), прев. Борис Табаков 
Хотел Шанхай, изд. „М. Г. Смрикаров“, София (1948), изд. „ Наука и изкуство“, София (1991) – в 2 части, прев. Боян Георгиев
- Die große Pause (1939)
- Es begann an Bord. Roman einer Tropennacht (1940)
- Marion Alive (1941)
Марион живее, изд. „Славчо Атанасов“, София (1944); сп. „Съвременник“, София (1991), прев. Румяна Христова
- The Ship and the Shore (1941)
- The Weeping Wood (1943)
Бразилска трагедия, изд. „М. Г. Смрикаров“, София (1947), прев. Желяз Цветанов
- Hotel Berlin (1943)
Хотел Берлин, София (1945), прев. Васил Василев, Борис Паунов; изд„ Петекс“, София (1991)
- Beyond this Journey (1944)
- Mortgage on Life (1946)
- Flight of Fate (1947)
- Headless Angel (1949)
- Danger from Deer (1951)
- The Mustard Seed (1953)
- Written on water (1956)
- Theme for Ballet (1957)
- Червеният връх, към сп. „Жена и дом“, София (1938), прев. П. Балабанова
- Кръв и наслада, Стара Загора (1939), прев. Николай Николаев
- Пътят към славата, изд. „М. Г. Смрикаров“, София (1940), прев. Анастас Самоковлиев
- Една вечер в операта, изд. „М. Г. Смрикаров“, София (1944), прев. Борис Табаков

### Новели
- Die anderen Tage (1922)
- Der Weg (1925)
- Bubenreise. Eine heitere Erzählung für junge Menschen (1922)
- Tanzpause. Novelle (1926)
- Miniaturen (1926)

### Пиеси
- Grandhotel (1930)
- Pariser Platz 13 (1931)
- Хората в хотела - Три пиеси, изд. „Black Flamingo Publishing“, София (2023), прев.

### Сценарии
- 1934: I Give My Love (реж. Карл Фройд)
- 1935: The Night Is Young (реж. Дъдли Мърфи)
- 1938: The Great Waltz (некредитиран) (реж. Дъдли Мърфи)
- 1939: Idiot's Delight (некредитиран) (реж. Кларънс Браун)
- 1940: Dance, Girl, Dance (реж. Дороти Арнер)
- 1942: Powder Town (реж. Роуланд В. Лий)
- 1942: Girl Trouble (реж. Харълд Д. Шустър)
- 1945: Behind City Lights (реж. Джон Инглиш)
- 1947: Honeymoon (реж. Уилям Кейли)

### Други
- Es war alles ganz anders. Erinnerungen (1962), мемоари
- In der Ferne das Glück. Geschichten für Hollywood (2013), разкази
- Makkaroni in der Dämmerung. Feuilletons (2018), фейлетони
- Der Weihnachtskarpfen: Erzählungen (2021), разкази
Пропуснатият влак; Стрелецът Бранд; Любовта на артиста, София (1940),  прев.  П. Балабанова
Последният ден; Папагалът, изд. „сп. Жена и дом“, София (1939), прев.  П. Балабанова

## Екранизации
- Assassination, реж. Рихард Освалд (Германия, 1927, базиран на романа Feme)
- The Three Women of Urban Hell, реж. Яап Спайер (Германия, 1928, базиран на романа Hell in Frauensee)
- Stud. chem. Helene Willfüer, реж. Фред Зауер (Германия, 1930, базиран на романа Stud. chem. Helene Willfüer)
- Grand Hotel, реж. Едмунг Голдинг (1932, базиран на романа Grand Hotel)
- Lake of Ladies, реж. Марк Алегре (Франция, 1934, базиран на романа Hell in Frauensee)
- Helene, реж. Жан Беноа-Леви (Франция, 1936, базиран на романа Stud. chem. Helene Willfüer)
- Return at Dawn, реж. Анри Декоан (Франция, 1938, базиран на разказа Between 6 and 6)
- The Great Flamarion, реж. Антъни Ман (1945, базиран на разказа Big Shot)
- Hotel Berlin, реж. Питър Годфри (1945, базиран на романа Hotel Berlin)
- Week-End at the Waldorf, реж. Робърт З. Леонард (1945, базиран на романа Grand Hotel)
- A Woman's Secret, реж. Никола Рей (1949, базиран на романа Mortgage on Life)
- La Belle que voilà, реж. Жан-Пол Льо Шаноа (Франция, 1950, базиран на романа Die Karriere der Doris Hart)
- Le Château de verre, реж. Рене Клеман (Франция, 1950, базиран на романа Das große Einmaleins)
- The Red Needle, реж. Емил-Едвин Райнерт (Франция, 1951, базиран на разказа Das Joch)
- Dreaming Days, реж. Емил-Едвин Райнерт (Западна Германия, 1951, базиран на разказа Das Joch)
- School for Love, реж. Марк Алегре (Франция, 1955, базиран на романа Der Eingang zur Bühne)
- Studentin Helene Willfüer, реж. Рудолф Югерт (Западна Германия, 1956, базиран на романа Stud. chem. Helene Willfüer)
- Love, реж. Хорст Хехлер (Западна Германия, 1956, базиран на романа Danger from Deer)
- Menschen im Hotel, реж. Гофрид Райнхард (Западна Германия, 1959, базиран на романа Grand Hotel)
- Haus der Schönheit, еж. Южин Йорк (Западна Германия, 1963, TV film, базиран на пиесата Pariser Platz 13)
- Rendezvous in Paris, реж. Габи Кубах (Франция/Западна Германия, 1982, базиран на романа Das große Einmaleins)
- Die goldenen Schuhe, реж. Дитрих Хаук (Западна Германия, 1983, тв минисериал, базиран на романа Theme for Ballet)
- Hell in Frauensee, реж. Волфганг Панцер (Западна Германия, 1983, тв филм, базиран на романа Hell in Frauensee)
- Shanghai 1937, реж. Петер Патцак (Германия, 1997, тв минисериал, базиран на романа Hotel Shanghai)